# Паолетти, Джулио
Джу́лио Паоле́тти (итал. Giulio Paoletti; 1 ноября 1865 — 27 апреля 1941) — итальянский ботаник и миколог, профессор технического колледжа Мельфи, один из составителей Sylloge fungorum.

## Биография
Родился в Венеции 28 ноября 1865 года.
В 1890 году назначен ассистентом в Ботаническом саду Падуи. С 1897 года — профессор естественной истории в техническом колледже Мельфи.
В соавторстве с Адриано Фьори подготовил четырёхтомную монографию флоры Италии, а также сборник иллюстраций к ней. Участвовал в написании разделов по подземным аскомицетам (Tuberaceae, Elaphomycetaceae) для фундаментальной сводки Sylloge fungorum Пьера Андреа Саккардо.
Гербарий передал Падуанскому университету (PAD).
Скончался 27 апреля 1941 года в Венеции.

## Некоторые научные работы
- Paoletti G. Saggio di una monografia del genero Eutypa tra i pyrenomyceti. — Venezia, 1892. — 68 p.
- Fiori A., Paoletti G. Iconographia florae italicae. — Padova, Udine, 1895—1904.
- Fiori A., Paoletti G., Béguinot A. Flora analitica d'Italia. — Padova, 1896—1908. — 4 vols.

## Виды, названные именем Дж. Паолетти
- Mucor paolettianus Berl. & De Toni, 1888 — Mortierella hyalina (Harz) W.Gams, 1970